# ماكيتو أوهارا
ماكيتو أوهارا (باليابانية: 上原 牧人) (مواليد 20 نوفمبر 1998) هو لاعب كرة قدم ياباني.

## وصلات خارجية
- ماكيتو أوهارا على موقع رابطة كرة القدم اليابانية للمحترفين (اليابانية)
- ماكيتو أوهارا على موقع قاعدة بيانات كرة القدم.إي يو (الإنجليزية)
- ماكيتو أوهارا على موقع Soccerway.com (الإنجليزية)
- ماكيتو أوهارا على موقع عالم كرة القدم.نت (الإنجليزية)